# Kanadische Unterhauswahl 1953
- CCF: 23
- Lib: 169
- Unabh.: 5
- PC: 51
- SoCred: 15
- Sonst.: 2

Die 22. kanadische Unterhauswahl (englisch 22nd Canadian General Election, französisch 22e élection fédérale canadienne) fand am 10. August 1953 statt. Gewählt wurden 265 Abgeordnete des kanadischen Unterhauses (engl. House of Commons, frz. Chambre des Communes).

## Die Wahl
Premierminister Louis Saint-Laurent führte die Liberale Partei zum zweiten Mal zum Wahlsieg, obwohl sie einen etwas geringerem Wähleranteil erzielte und 22 Sitze an andere Parteien verlor. Zum fünften Mal in Folge konnten die Liberalen die Regierung bilden. Der Progressiv-konservative Partei mit George Alexander Drew, dem ehemaligen Premierminister Ontarios, an der Spitze gelang es wie schon 1949 nicht, sich bedeutend zu verbessern und blieb weiterhin in der Opposition.
Erstmals wahlberechtigt waren die Inuit. Die Wahlbeteiligung betrug 67,5 %.

## Ergebnisse

### Gesamtergebnis

Übersicht der Provinzen und Territorien

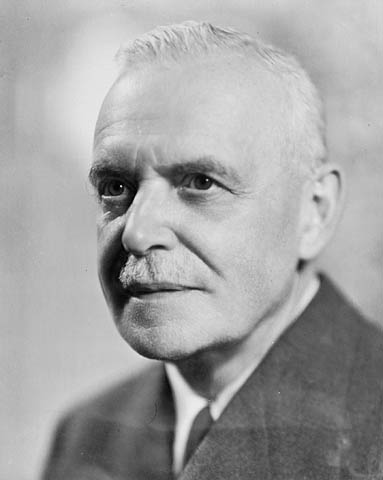
Louis Saint-Laurent

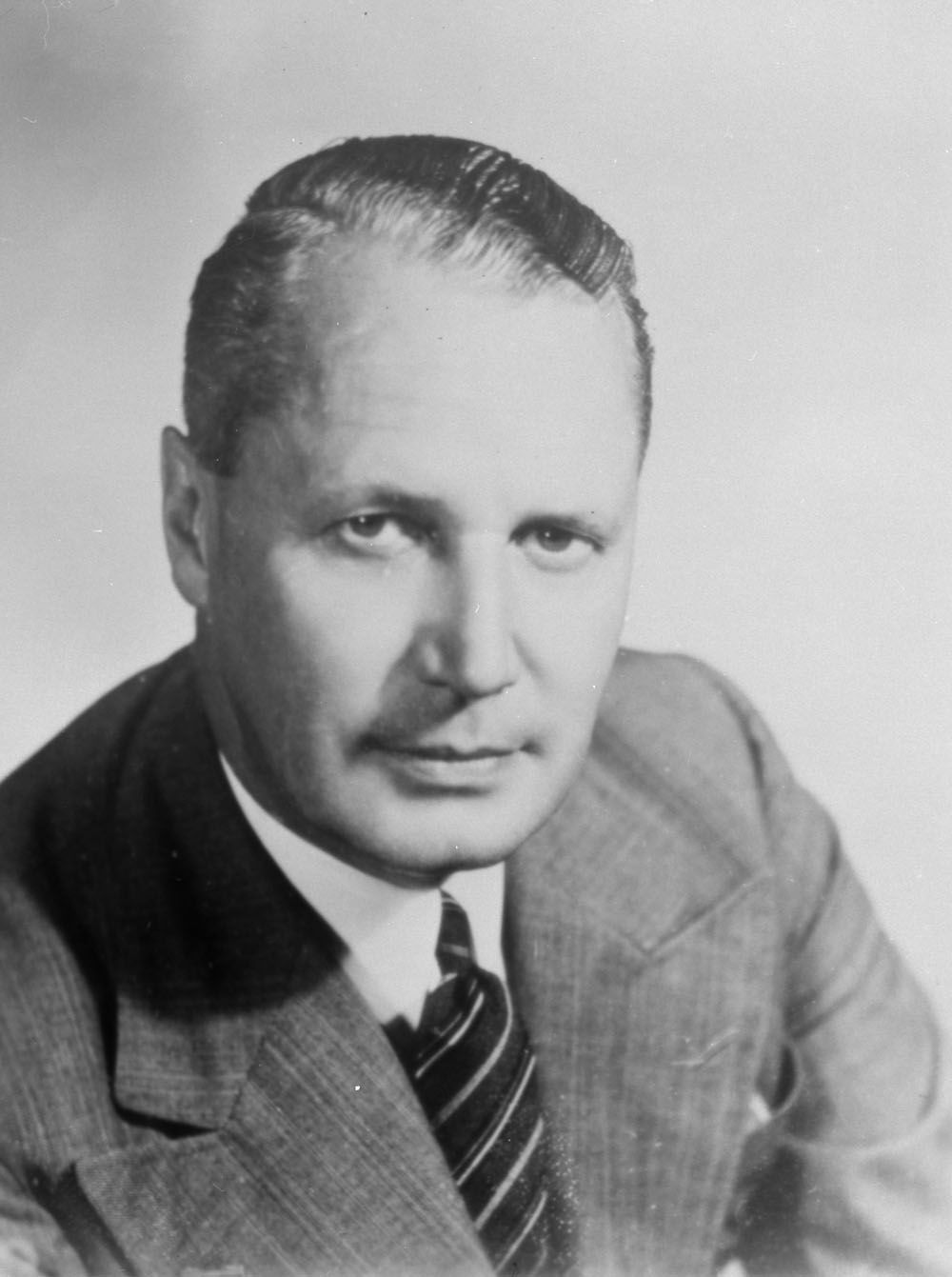
George Alexander Drew

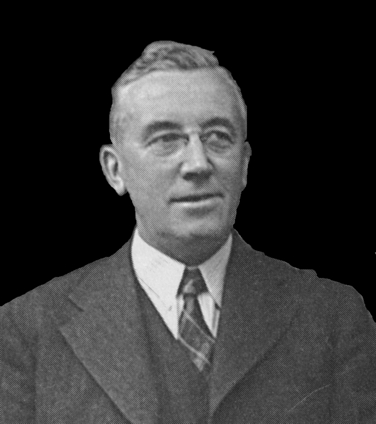
Major James Coldwell

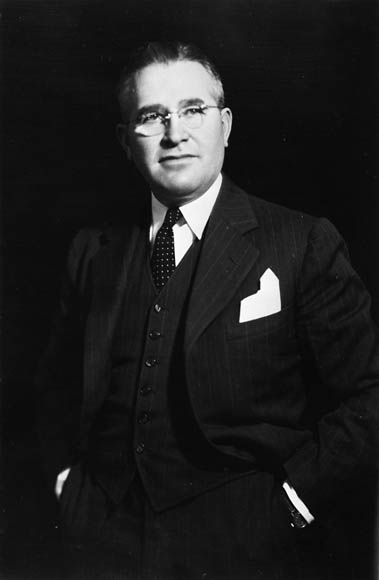
Solon Earl Low

| Partei | Partei                               | Vorsitzender          | Kandi- daten | Sitze 1949 | Sitze 1953 | +/−  | Stimmen   | Wähler- anteil | +/−      |
| ------ | ------------------------------------ | --------------------- | ------------ | ---------- | ---------- | ---- | --------- | -------------- | -------- |
|        | Liberale Partei                      | Louis Saint-Laurent   | 262          | 191        | 169        | − 22 | 2.731.633 | 48,43 %        | − 0,72 % |
|        | Progressiv-konservative Partei       | George Alexander Drew | 248          | 041        | 051        | + 10 | 1.749.579 | 31,02 %        | + 1,37 % |
|        | Co-operative Commonwealth Federation | Major James Coldwell  | 170          | 013        | 023        | + 10 | 636.310   | 11,28 %        | − 2,14 % |
|        | Social Credit Party                  | Solon Earl Low        | 071          | 010        | 015        | + 05 | 304.553   | 5,40 %         | + 3,09 % |
|        | Unabhängige                          |                       | 014          | 004        | 003        | − 01 | 58.458    | 1,04 %         | − 1,01 % |
|        | Unabhängige Liberale                 |                       | 019          | 001        | 002        | + 01 | 68.506    | 1,21 %         | + 0,69 % |
|        | Liberal-Labour 1                     |                       | 001          | 001        | 001        |      | 11.380    | 0,20 %         |          |
|        | Liberal-Progressive                  |                       | 001          | 001        | 001        |      | 8.958     | 0,16 %         |          |
|        | Labor-Progressive Party              | Tim Buck              | 100          |            |            |      | 59.622    | 1,06 %         | + 0,50 % |
|        | Nationalisten                        | Adrien Arcand         | 001          |            |            |      | 7.496     | 0,13 %         | − 0,01 % |
|        | Unabhängige Progressiv-Konservative  |                       | 003          |            |            |      | 1.636     | 0,03 %         | − 0,11 % |
|        | Christian Liberal                    |                       | 001          |            |            |      | 1.505     | 0,03 %         | + 0,03 % |
|        | Independent Social Credit            |                       | 001          |            |            |      | 422       | 0,01 %         | − 0,07 % |
|        | Locataire (candidat)                 |                       | 001          |            |            |      | 417       | 0,01 %         | + 0,07 % |
|        | Anti-Kommunisten                     |                       | 001          |            |            |      | 333       | 0,01 %         | + 0,01 % |
|        | Sozialistische Arbeiterpartei        |                       | 001          |            |            |      | 130       | 0,01 %         | + 0,01 % |
| Gesamt | Gesamt                               | Gesamt                | 897          | 262        | 265        | + 03 | 5.640.938 | 100,0 %        |          |

1 der Liberal-Labour-Abgeordnete schloss sich der liberalen Fraktion an

### Ergebnis nach Provinzen und Territorien
| Partei      | Partei                               | Partei      | BC   | AB   | SK   | MB   | ON    | QC    | NB   | NS   | PE   | NL   | NW   | YK   | Gesamt |
| ----------- | ------------------------------------ | ----------- | ---- | ---- | ---- | ---- | ----- | ----- | ---- | ---- | ---- | ---- | ---- | ---- | ------ |
|             | Liberale Partei                      | Sitze       | 8    | 4    | 5    | 7    | 50    | 66    | 7    | 10   | 3    | 7    | 1    | 1    | 169    |
|             | Liberale Partei                      | Anteil in % | 30,9 | 35,1 | 37,3 | 37,0 | 46,0  | 61,0  | 52,7 | 53,0 | 51,1 | 67,2 | 49,4 | 78,7 | 48,4   |
|             | Progressiv-konservative Partei       | Sitze       | 3    | 2    | 1    | 3    | 33    | 4     | 3    | 1    | 1    |      |      |      | 51     |
|             | Progressiv-konservative Partei       | Anteil in % | 14,1 | 14,5 | 11,7 | 27,0 | 40,3  | 29,4  | 41,9 | 40,1 | 48,0 | 28,1 | 38,5 | 21,3 | 31,0   |
|             | Co-operative Commonwealth Federation | Sitze       | 7    |      | 11   | 3    | 1     |       |      | 1    |      |      |      |      | 23     |
|             | Co-operative Commonwealth Federation | Anteil in % | 26,6 | 6,9  | 44,2 | 23,6 | 11,1  | 1,5   | 3,0  | 6,7  | 0,8  | 0,6  |      |      | 11,3   |
|             | Social Credit Party                  | Sitze       | 4    | 11   |      |      |       |       |      |      |      |      |      |      | 15     |
|             | Social Credit Party                  | Anteil in % | 26,1 | 40,7 | 5,3  | 6,3  | 0,3   |       | 0,3  |      |      |      |      |      | 5,4    |
|             | Unabhängige                          | Sitze       |      |      |      |      |       | 3     |      |      |      |      |      |      | 3      |
|             | Unabhängige                          | Anteil in % |      | 0,1  |      | 0,2  | 0,3   | 3,0   |      |      |      | 4,0  | 12,4 |      | 1,0    |
|             | Unabhängige Liberale                 | Sitze       |      |      |      |      |       | 2     |      |      |      |      |      |      | 2      |
|             | Unabhängige Liberale                 | Anteil in % |      |      |      | 4,0  | 0,3   | 3,7   | 1,9  |      |      |      |      |      | 1,2    |
|             | Liberal-Labour                       | Sitze       |      |      |      |      | 1     |       |      |      |      |      |      |      | 1      |
|             | Liberal-Labour                       | Anteil in % | 1,1  |      |      |      | 0,6   |       |      |      |      |      |      |      | 0,2    |
|             | Liberal-Progressive                  | Sitze       |      |      |      | 1    |       |       |      |      |      |      |      |      | 1      |
|             | Liberal-Progressive                  | Anteil in % |      |      |      | 3,3  |       |       |      |      |      |      |      |      | 0,2    |
|             | Labor-Progressive Party              | Anteil in % | 2,2  | 2,7  | 1,1  | 2,3  | 1,0   | 0,7   |      | 0,2  |      |      |      |      | 1,1    |
|             | Nationalisten                        | Anteil in % |      |      |      |      |       | 0,5   |      |      |      |      |      |      | 0,1    |
|             | Unabhängige Progressiv-Konservative  | Anteil in % |      |      |      |      | 0,1   |       |      |      |      |      |      |      | < 0,1  |
|             | Christian Liberal                    | Anteil in % |      |      |      |      | 0,3   |       |      |      |      |      |      |      | < 0,1  |
|             | Independent Social Credit            | Anteil in % |      | 0,1  |      |      |       |       |      |      |      |      |      |      | < 0,1  |
|             | Locataire (candidat)                 | Anteil in % |      |      |      |      |       | 0,1   |      |      |      |      |      |      | < 0,1  |
|             | Anti-Kommunisten                     | Anteil in % |      |      |      |      |       | < 0,1 |      |      |      |      |      |      | < 0,1  |
|             | Sozialistische Arbeiterpartei        | Anteil in % |      |      |      |      | < 0,1 |       |      |      |      |      |      |      | < 0,1  |
| Sitze total | Sitze total                          | Sitze total | 22   | 17   | 17   | 14   | 85    | 75    | 10   | 12   | 4    | 7    | 1    | 1    | 265    |